# Einhängung

Einhängung eines Kreises. Der Original-Raum ist blau, die kollabierten Endpunkte sind grün.

In der Topologie, einem Teilgebiet der Mathematik, ist die Einhängung oder Suspension eine Methode um aus einem topologischen Raum einen neuen Raum zu konstruieren. Dabei wird der Ausgangsraum mit zwei Kegeln verklebt. Es gibt eine Variante der Einhängung für punktierte Räume, die als reduzierte Einhängung bezeichnet wird.

## Definition
Die Einhängung {\displaystyle SX} eines topologischen Raums {\displaystyle X} ist definiert als der Quotientenraum
{\displaystyle SX=(X\times I)/\{\forall x,y\in X:(x,0)\sim (y,0),\ (x,1)\sim (y,1)\}}
des Produkts von {\displaystyle X} mit dem Einheitsintervall {\displaystyle I=[0,1]}.
Anschaulich wird X erst zu einem »Zylinder« {\displaystyle X\times I} ausgedehnt, dessen Enden dann zu Punkten zusammengefasst werden, und man betrachtet X als zwischen diesen Endpunkten »eingehängt«. Man kann die Einhängung auch als zwei geometrische Kegel über X, die auf ihrer Grundseite miteinander verklebt sind, betrachten. Eine dritte Möglichkeit ist ihre Betrachtung als Quotient des topologischen Kegels über X, bei dem die Punkte der Grundseite als äquivalent zusammengefasst werden.

## Reduzierte Einhängung
Sei {\displaystyle (X,x_{0})} ein punktierter Raum (mit Basispunkt {\displaystyle x_{0}}), so gibt es eine abgewandelte Einhängung von {\displaystyle X}, die wieder punktiert ist:
Die reduzierte Einhängung {\displaystyle \Sigma X} von {\displaystyle X} ist der Quotientenraum:
{\displaystyle \Sigma X=(X\times I)/(X\times \{0\}\cup X\times \{1\}\cup \{x_{0}\}\times I)}.
Die Konstruktion kollabiert die Gerade (x0 × I) in SX, wobei die Enden zu einem Punkt zusammengefasst werden. Der Basispunkt von ΣX ist die Äquivalenzklasse von (x0, 0). Σ ist Endofunktor in der Kategorie punktierter Räume.
Man kann zeigen, dass die reduzierte Einhängung von X homöomorph zum Smash-Produkt von X mit dem Einheitskreis S1 ist:
{\displaystyle \Sigma X\cong S^{1}\wedge X},
allgemeiner ist die {\displaystyle n}-fach iterierte reduzierte Einhängung im Wesentlichen das Smash-Produkt mit der {\displaystyle n}-Sphäre:
{\displaystyle \Sigma ^{n}X\cong S^{n}\wedge X}.
Für CW-Komplexe ist die reduzierte Einhängung homotopieäquivalent zur gewöhnlichen.

## Eigenschaften
- Die reduzierte Einhängung ist linksadjungiert zur Bildung des Schleifenraumes: Sind {\displaystyle X,Y} kompakt erzeugt, so gibt es einen natürlichen Isomorphismus[4]

{\displaystyle [\Sigma X,Y]=[X,\Omega Y].}
Insbesondere gilt
{\displaystyle \pi _{n+1}(Y)=\pi _{n}(\Omega Y).}
- Die Funktorialität der Einhängung induziert Abbildungen

{\displaystyle \pi _{k}(X)=[S^{k},X]\to [\Sigma S^{k},\Sigma X]=\pi _{k+1}(\Sigma X).}
zwischen Homotopiegruppen. Der Freudenthalsche Einhängungssatz besagt, dass diese Abbildungen für {\displaystyle n}-zusammenhängende Räume {\displaystyle X} im Bereich {\displaystyle k\leq 2n} Isomorphismen und für {\displaystyle k=2n+1} Epimorphismen sind. Der direkte Limes
{\displaystyle \pi _{k}^{s}(X)=\operatorname {colim} _{m}\pi _{k+m}(\Sigma ^{m}X)}
über diese Abbildungen ist die {\displaystyle k}-te stabile Homotopiegruppe von {\displaystyle X}. Ist insbesondere {\displaystyle X=S^{0}}, so ist das induktive System für {\displaystyle m\geq k+2} im Wesentlichen konstant, d. h.
{\displaystyle \pi _{2k+2}(S^{k+2})=\pi _{2k+3}(S^{k+3})=\ldots =\pi _{k}^{s}(S^{0})=:\pi _{k}^{s};}
wegen {\displaystyle \pi _{k}^{s}(S^{n})=\pi _{k-n}^{s}} nennt man die Gruppen {\displaystyle \pi _{k}^{s}} auch einfach stabile Homotopiegruppen der Sphären.
- Für alle {\displaystyle n\geq 1} gilt

{\displaystyle H_{n}(X)=H_{n+1}(SX)}
beziehungsweise 
{\displaystyle H^{n}(X)=H^{n+1}(SX)}.
Wenn man reduzierte Homologie bzw. reduzierte Kohomologie verwendet, gilt sogar für alle {\displaystyle n\geq 0}
{\displaystyle {\tilde {H}}_{n}(X)={\tilde {H}}_{n+1}(SX)} beziehungsweise {\displaystyle {\tilde {H}}^{n}(X)={\tilde {H}}^{n+1}(SX).}
Dieser Einhängungsisomorphismus (oder Suspensions-Isomorphismus) gilt auch für alle verallgemeinerten Kohomologietheorien.